# Centralni plateau jezici
Centralni plateau jezici (privatni kod: cppl), središnji ogranak jezične skupine plateau, čiji se jezici govore na području Nigerije. Današnja mu je podjela na (navodi se 11 jezika):
a. Izerijski (1): firan [fir];
b. Sjeverni-Centralni Plateau (1): cara [cfd]
c. Južni-Centralni Plateau (6): cen [cen], ganang [gne], irigwe [iri], izere [izr], jju [kaj] i tyap [kcg]
d. zapadni-Centralni plateau (1; prije 3): Ndun ili ahwai [nfd]. Ostala dva jezika izgubila su status i uklopljeni su u ndun ili ahwai, to su nyeng [nfg] i shakara [nfk].
Ethnologue 14th navodi jezike po skupinama (8 jezika):
a. Sjeverni-centralni plateau (2): cara [cfd], aten [gan] (danas eten; i klasificira se u beromijske jezike)
b. Južni-centralni plateau jezici (5): firan [fir], izere [fiz], irigwe [iri], jju [kaj] i tyap [kcg].
c. Zapadni-centralni: nandu-tari [naa], ovaj jezik kasnije je nazvan nadun, a danas se zove ahwai [nfd]
Ethnologue 15th navodi jezike po skupinama (9 jezika):
a. Izerijski jezici (1) : firan [fir],
b. Sjeverni-centralni plateau (1) : Cara [cfd]
c. Južni-centralni plateau (4) : izere [fiz] {povučen 14. 1. 2008 i podijeljen na ganang [gne] i izere [izr] (novi identifikator)}, irigwe [iri], jju [kaj], tyap [kcg]
d. Zapadni-centralni (3) : ndun [nfd], nyeng [nfg], shakara [nfk].